# Timaiosz (platonista filozófus)
Timaiosz (3. század) görög filozófus
A platonista filozófia követője volt, életrajzi adatai ismeretlenek. Egy rövid szótárat készített Platón munkáihoz Peri tón para Platóni lexeón kata sztoikeion cím alatt.